# الخربة (عمد)

تعديل مصدري - تعديل

خربة باكرمان هي إحدى قرى  بمديرية عمد التابعة لمحافظة حضرموت، بلغ تعداد سكانها 533 نسمة حسب تعداد اليمن لعام 2004.